# ایستگاه راه‌آهن تیانجین غربی
ایستگاه راه‌آهن تیانجین غربی (انگلیسی: Tianjin West railway station) یک ایستگاه راه‌آهن در شهر تیانجین، چین است
این ایستگاه که در سال ۱۹۱۰ تاسیس شده به قطار تندرو پکن–شانگهای و خط راه‌آهن پکن–شانگهای متصل است.

## نگارخانه

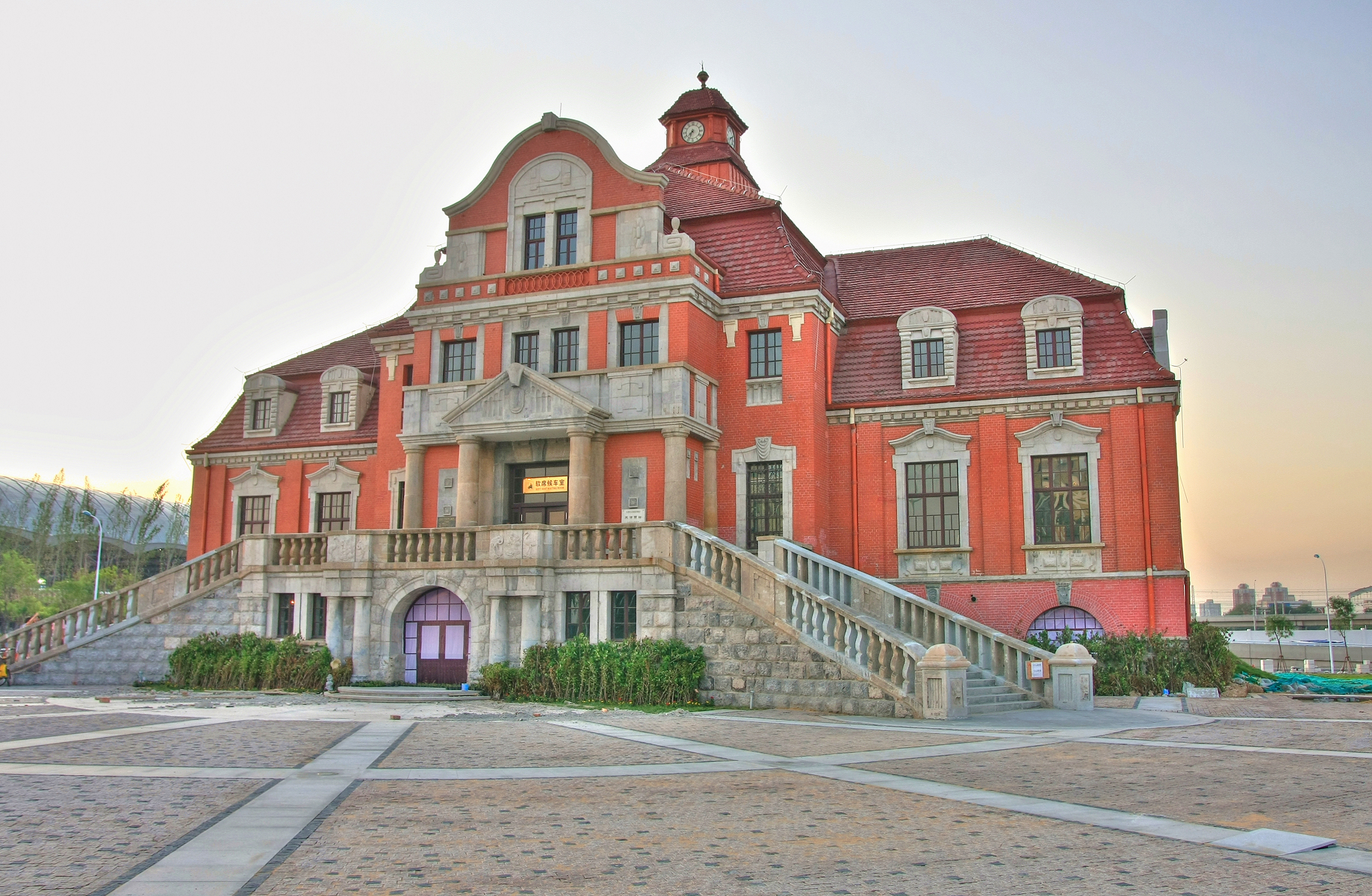
ساختمان قدیمی ایستگاه
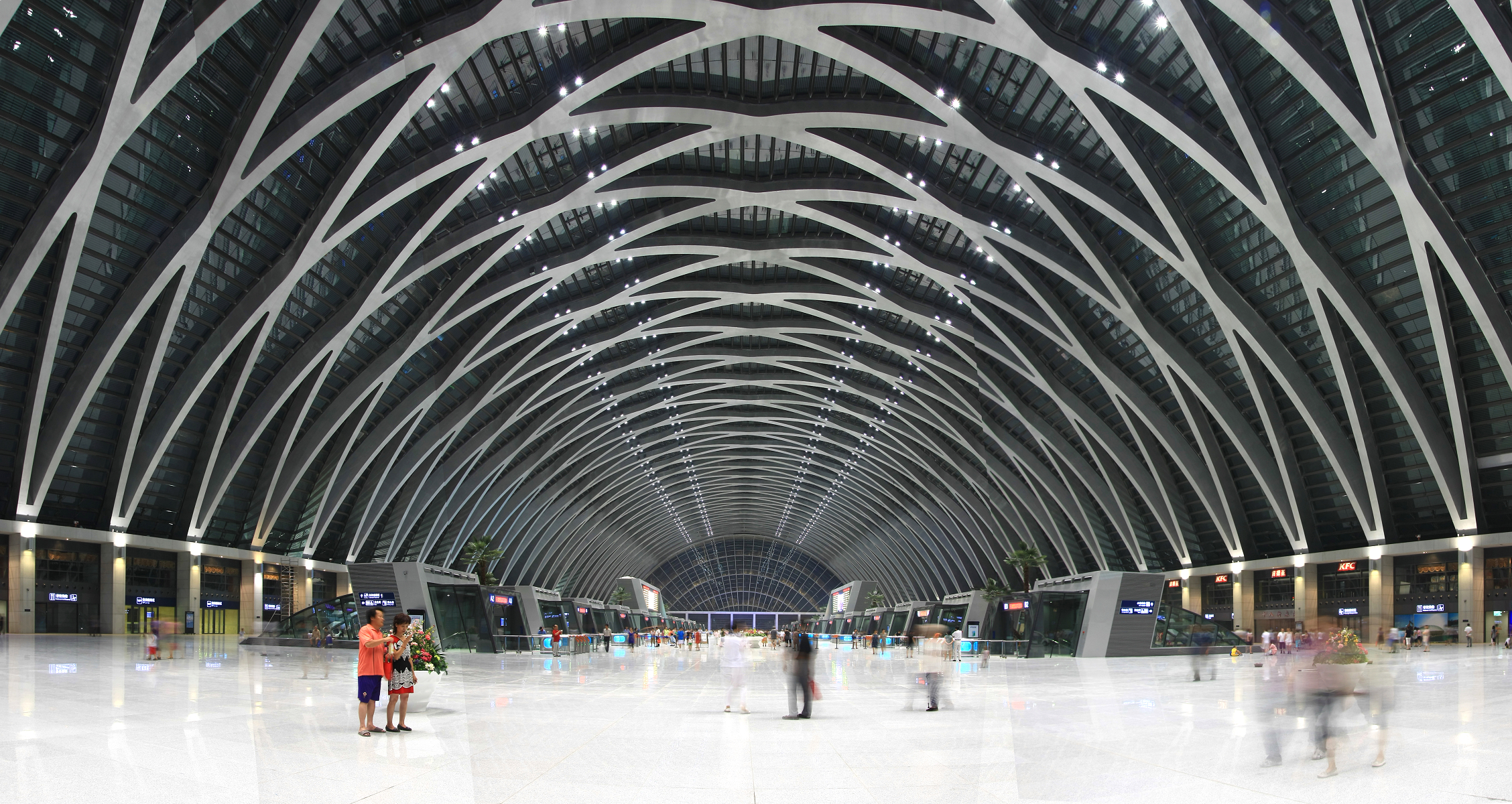
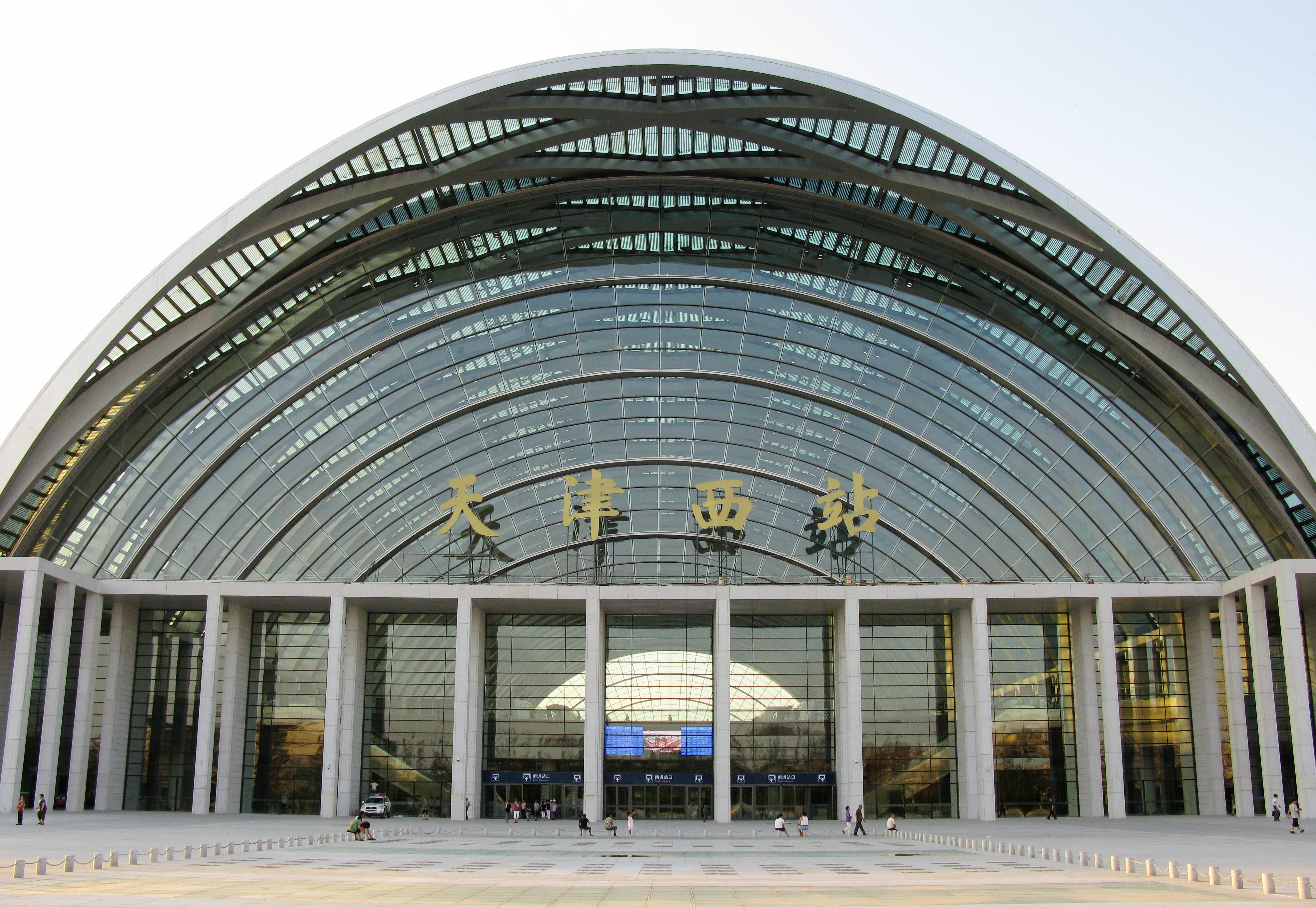
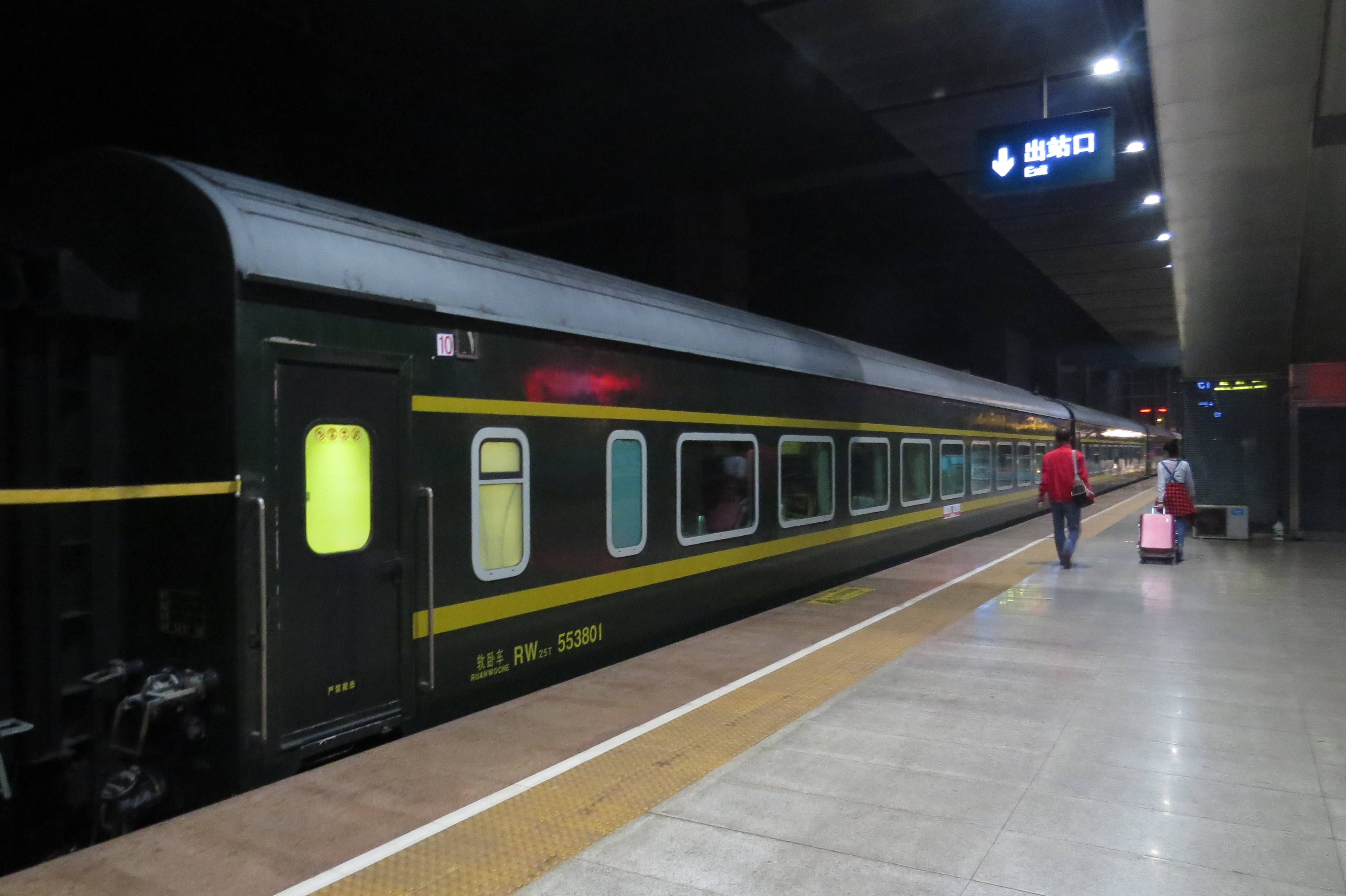